# Steve Mardenborough
Stephen Alexander Mardenborough (* 11. September 1964 in Birmingham) ist ein ehemaliger englischer Fußballspieler, der mehr als 300 Spiele in der Football League bestritt.

## Karriere
Während seiner Karriere hatte Mardenborough viele Vereinsstationen. Sein erster Verein war Coventry City, doch dort wurde er entlassen und schloss sich den Wolverhampton Wanderers an. Es fiel ihm schwer, in der ersten Mannschaft Eindruck zu machen. Sein einziges Ligator für den Verein war der Siegtreffer in Anfield im Januar 1984 gegen den amtierenden Meister Liverpool, der auf dem Weg zu einem weiteren Meistertitel sowie dem Europapokal war, während die Wolves abstiegen. Nach einer Leihe bei Cambridge United wechselte Mardenborough zu Swansea City im Juli 1984. In seiner einzigen Saison beim Verein war er ein sehr wichtiger Spieler, er musste aber am Ende des Jahres aufgrund eines Mannschaftsumbruch den Verein verlassen und blieb in Wales, um für Newport County zu spielen.
Nach zwei Spielzeiten in Newport schloss er sich seinem dritten walisischen Verein, Cardiff City, an. Er hatte Mühe, die gleiche Form zu erreichen, die er zuvor gezeigt hatte. Nach einer Saison wechselte er zu Hereford United. Nachdem er Hereford verlassen hatte, spielte er einige Zeit in Schweden für IFK Östersund, bevor er mit Cheltenham Town nach England zurückkehrte. 1990 unterschrieb er bei Darlington, wo er mehrere Jahre lang Stammspieler der ersten Mannschaft war, über 100 Mal für den Verein spielte und ihnen zum Wiederaufstieg in die Football League verhalf.
Er verließ Darlington 1993 und verbrachte ein Jahr bei Lincoln City, bevor er eine kurze Zeit bei Colchester United spiele und Vertragsfrei bei Scarborough und Swansea spielte. Sein zweiter Einsatz bei Swansea war sein letzter in der Football League. Bis 2003 spielte er noch zehn Jahre in der Cymru Premier.

## Leben
Mardenboroughs Sohn, Jann Mardenborough, ist ein professioneller Rennfahrer. In dem Film Gran Turismo, der auf Janns Karriere basiert, wird Steve Mardenborough von Djimon Hounsou gespielt.